# He Yingqin
He Yingqin, ou Ho Ying-chin (chinois traditionnel : 何應欽; chinois simplifié : 何应钦; pinyin : Hé Yìngqīn), né le 2 avril 1890 et mort le 21 octobre 1987, était un militaire et homme politique chinois.

## Biographie
Né dans la province de Guizhou, il entre en 1907 à l'académie militaire de Guiyang. Il est ensuite envoyé par l'administration de l'Empire chinois pour étudier un an au Japon; il y fait la connaissance de Tchang Kaï-chek qui étudie dans la même académie japonaise.
Devenu un opposant à l'Empire, il rejoint le Tongmenghui. Après la proclamation de la république de Chine, il est le collaborateur du gouverneur de Shanghai Chen Qimei. Mais le conflit entre le Tongmenghui et le président Yuan Shikai le contraignent à s'expatrier à nouveau : il retourne au Japon où il complète sa formation militaire. Revenu en Chine en 1916, il devient colonel dans le Guizhou.
En 1924, grâce au soutien de Tchang Kaï-chek, il devient instructeur général de l'Académie de Huangpu. À ce poste, il a la responsabilité de la formation de nombreux cadres qui formeront l'Armée nationale révolutionnaire chinoise. Il commande le 1er corps de l'armée durant l'expédition du Nord; et conduit les troupes lors de leur entrée dans le Guangdong et le Fujian. En 1927, il soutient Tchang lors du déclenchement de la guerre civile contre les communistes.
Son alliance avec Tchang Kaï-chek se brise quand il refuse de soutenir ce dernier face à son rival Wang Jingwei. Lorsque Tchang Kaï-chek revient au pouvoir, il évince He Yingqin de son poste à la tête de l'Armée, mais les deux hommes finissent par s'allier à nouveau.
He Yingqin subit ensuite des échecs face à l'Armée populaire de libération dans le cadre de la guerre civile. Face à l'expansionnisme du Japon Shōwa, il fait partie de ceux qui préfèrent éviter un conflit armé immédiat avec l'Empire. Au moment de l'incident de Xi'an, il est nommé commandant par intérim de l'armée, dans l'éventualité d'une intervention pour libérer Tchang retenu par Zhang Xueliang.
Durant la guerre sino-japonaise, He Yingqin est le ministre de la guerre du gouvernement de Tchang Kaï-chek. Le 9 septembre 1945, il représente la Chine pour recevoir la reddition du Japon des mains du général Yasūji Okamūra.
En 1948, il redevient ministre de la défense alors que la guerre civile a repris. À la démission de Tchang Kaï-chek en 1949, ce dernier le charge de contrebalancer le pouvoir du nouveau président Li Zongren en prenant la tête du gouvernement. Face à l'avance des troupes communistes, He tente de les retarder en leur proposant un cessez-le-feu, mais en vain. En mai, il démissionne de son poste de premier ministre alors que les troupes du Kuomintang sont en pleine débâcle face à celles du Parti communiste chinois.
En 1950, Tchang Kaï-chek redevient président de la république de Chine à Taïwan, mais He Yingqin ne retrouve pas de position notable dans le nouveau régime, et n'est pas élu au comité central du Kuomintang. Il s'occupe ensuite de divers clubs et associations liés au parti.